# Kutman Kadyrbekow
Kutman Kadyrbekow (ros. Кутман Кадырбеков; ur. 13 czerwca 1997 w Biszkeku) – kirgiski piłkarz grający na pozycji bramkarza. Od 2017 jest zawodnikiem klubu Dordoj Biszkek.

## Kariera piłkarska
Swoją karierę piłkarską Kadyrbekow rozpoczął w klubie Ala-Too Naryn w którym w 2015 roku zadebiutował w pierwszej lidze kirgiskiej. W 2017 przeszedł do Dordoju Biszkek. W sezonie 2018 wywalczył z nim mistrzostwo Kirgistanu. Zdobył też dwa Puchary Kirgistanu w latach 2017 i 2018.

## Kariera reprezentacyjna
W reprezentacji Kirgistanu Kadyrbekow zadebiutował 11 stycznia 2019 w przegranym 0:1 meczu Puchar Azji z Koreą Południową.